# Ignac Orožen

Ignaz Orožen als Dompropst und mit dem Orden der Eisernen Krone III. Klasse (etwa 1893).

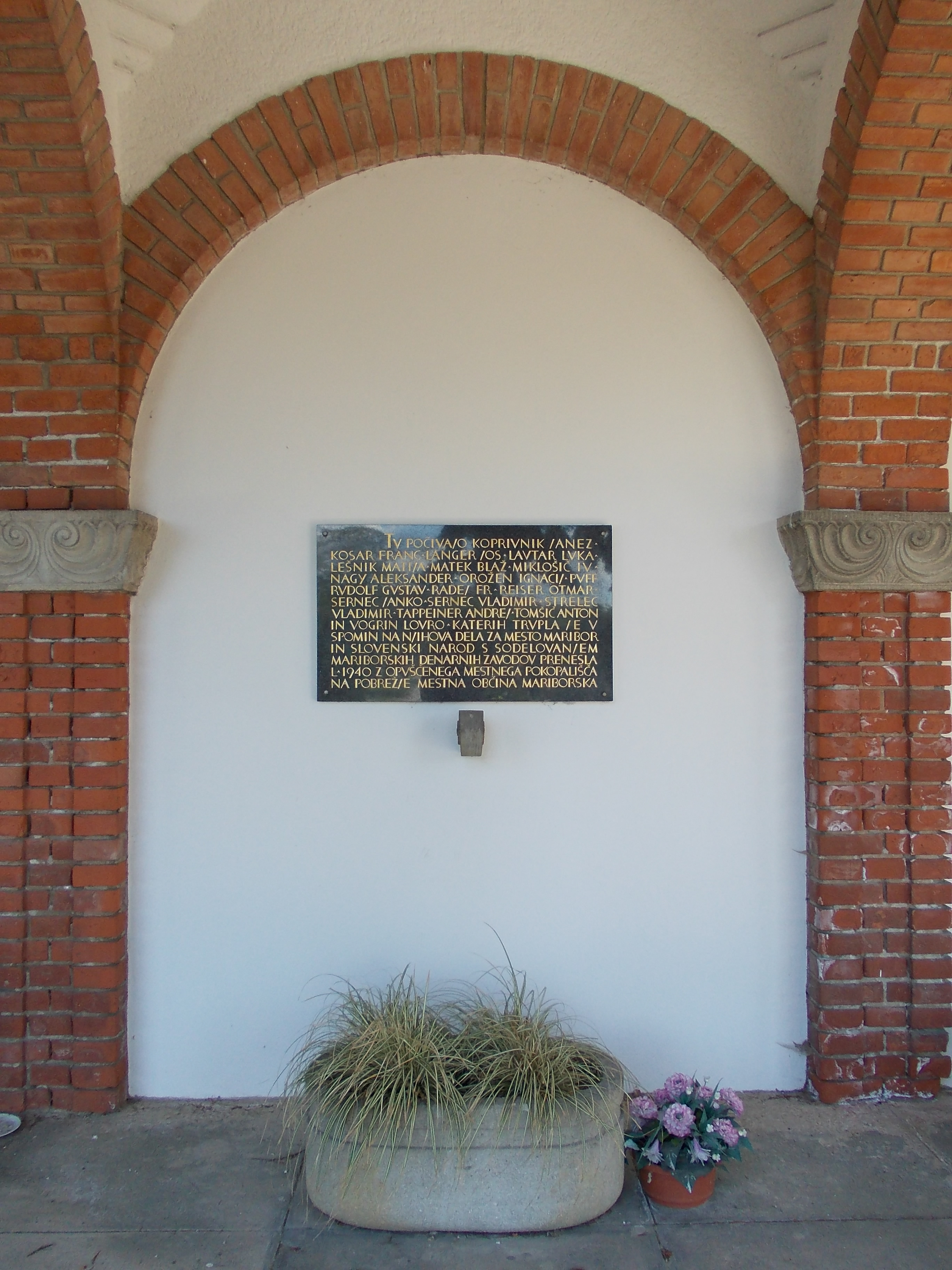
Grabmal von Ignac Orožen auf dem Friedhof Pobrežje

Ignac Orožen (auch Ignaz) (* 30. Januar 1819 in Tüffer; † 11. April 1900 in Marburg an der Drau) war ein slowenischer Geistlicher, Historiker und Autor, der einen wesentlichen Beitrag zur Entwicklung des slowenischen Nationalbewusstseins und der steirischen Geschichtsschreibung geleistet hat.

## Leben
Ignac Orožen wurde als ehelicher Sohn des Kaufmanns Ignaz Orožen und seiner Frau Maria, geborene Ramšak im untersteirischen Marktflecken Tüffer (heute Laško in Slowenien) geboren. Hier besuchte er die Ortsschule, später das Gymnasium in Cilli (heute Celje) und studierte danach Theologie im Klagenfurter Priesterseminar, an dem seinerzeit auch Anton Martin Slomšek als Spiritual wirkte.
Am 4. August 1842 wurde Orožen zum Priester geweiht und diente vom 28. September 1842 bis zum Jahre 1844 als Kaplan in der Pfarre St. Nikolaus in der Marktgemeinde Sachsenfeld (heute Žalec). Vom 11. April 1844 bis 29. September 1847 wirkte er als Stadtpfarrkaplan und anschließend bis 21. September 1854 als Vikar in der Abtei- und Stadtpfarre St. Daniel in Cilli.
Ignac Orožen begann am 24. September 1854 als Pfarrer seinen seelsorgerischen Dienst in der Pfarre St. Georg im Marktflecken Praßberg (heute Mozirje), am Eingang ins Obere Sanntal (Zgornja Savinja dolina). Die Pfarrgemeinde zählte seinerzeit etwa 1850 Mitglieder und gehörte zum Dekanat Oberburg (heute Gornji Grad). In diesem Pfarrsprengel versah Orožen elf Jahre sein Amt, bis er am 1. September 1865 als Hauptpfarrer die untersteirische Urpfarre Heilig Kreuz bei Rohitsch (heute Rogatec) übernahm. Hier blieb er bis 23. September 1867, dann übersiedelte Orožen nach Marburg (heute Maribor) und begann als Konsistorialrat und Domherr seine Tätigkeit am fürstbischöflichen Ordinariat der Diözese Lavant.
Ebenfalls im Jahre 1867 wurde er zum Diözesan-Schulen-Oberaufseher ernannt. Dieses Amt gab er 1869 ab, als er zum Priesterhaus-Direktor (1869–1879) gewählt und zum Direktor des Lavanter Priesterseminars in Marburg (1869–1879) berufen wurde. Ab dem Jahre 1871 begleitete Orožen zusätzlich noch die Stellung des Vize-Direktors der theologischen Lehranstalt. Bereits Jahre 1883 wurde er zum Direktor der fürstbischöflichen Ordinariats-Kanzlei bestimmt und ein Jahr später, 1884, wurde ihm der Titel „infulierter Domdechant“ verliehen. Zuletzt, vom Jahre 1893 bis zu seinem Tode im Jahre 1900, wirkte Ignac Orožen als Dompropst und leitete das Domkapitel der Diözese.
In den Jahren 1881 bis 1887 nahm Ignac Orožen als Mitglied des steiermärkischen Landesschulrates aktiv an der Ausformung und Umsetzung der Unterrichtsbestimmungen teil. In jener Zeit als der nationale Fanatismus auch die Untersteiermark erreicht hatte und Sprachenstreit und Auseinandersetzungen über die Unterrichtssprache an den Schulen den Alltag bestimmten, forderte er die Einführung der slowenischen Unterrichtssprache an den Grundschulen und slowenische Parallelklassen an den Gymnasien.
Für die damalige Zeit, unternahm Orožen auch ausgedehnte Bildungsreisen. Die Wege führten ihn nach Prag, München und ins Rheinland, in Italien besuchte er Rom und Pompeji. Im Jahre 1889 reiste er, anlässlich der festlichen Einweihungsfeier der dort neu errichteten römisch-katholischen Kathedrale, in die bosnische Hauptstadt Sarajevo. Bei seinen geschichtlichen Forschungen durchstreifte Orožen mehrmals den damaligen Cillier Kreis, dabei hielt er sich auch häufig im Logartal/Logarska dolina und den Sanntaler Alpen/Savinjske Alpe auf. Seine angebliche Besteigung der Ojstrica (2350 m. i. J.) im Jahre 1855 ist jedoch nicht belegbar.
Ab dem Jahre 1854 bis zu seinem Tod war Ignac Orožen Mitglied im Historischen Verein von Steiermark, außerdem war er Mitarbeiter bei der Zentralkommission für Denkmalschutz in Wien und hielt zahlreiche Vorlesungen über Kirchenkunst.
Er wurde auf dem Friedhof von Pobrežje, dem Zentralfriedhof von Maribor beigesetzt.

## Ehrungen
- Am 4. November 1887 wurde ihm das Ehrenzeichen, Ritter des österreichischen Ordens der eisernen Krone III. Klasse, verliehen.
- Im Jahre 1986 wurde an seinem Geburtshaus am Aškerčev trg (Platz) Nr. 9, in der Stadt Laško, durch die Historische Gesellschaft von Celje (Zgodovinsko društvo Celje) eine Gedenktafel angebracht.

## Werke

Titelseite der Celska Kronika aus dem Jahre 1854

Ignaz Orožen, Titelseite Band VIII. Das Bisthum und die Diözese Lavant (1893)

Im Jahre 1854 erschien Orožens erste Publikation, die „Celska Kronika“. Dieses in Slowenisch verfasste Werk ist noch eine Chronik im ursprünglichen Sinn: eine nach Jahren geordnete Niederschrift von denkwürdigen Ereignissen in Cilli, allerdings zumeist ohne Erläuterungen und Kommentare und nur teilweise mit Quellenangaben belegt.
Orožens Hauptopus war das in deutscher Sprache verfasste, jedoch nicht abgeschlossene Geschichtswerk: „Das Bisthum und die Diözese Lavant“. In den Jahren 1875 bis 1893 gab Orožen in acht Bänden die Beschreibung eines großen Bereichs des Bistums Lavant heraus. In der Vorrede des VIII. Bandes schreibt er: „Hiemit sind nun 14 Dekanate der Lavanter Diözese geschichtlich bearbeitet und es erübriget nunmehr zur Vollendung dieses Werkes nur noch die gleiche Bearbeitung der 10 Dekanate: Luttenberg, Großsonntag, Sauritsch, Pettau, St. Martin ob Windischgraz, Saldenhofen, Windischfeistriz, Gonobiz, St. Marein und Rann. Ich habe seit dem Jahre 1868 an diesem Werke mit vieler Vorliebe gearbeitet, bin aber nun gezwungen, die Feder zur Seite zu legen – senui enim et oculi mei caligaverunt.“
Ignac Orožens Geschichtswerk stellt für Historiker, die sich mit der steirisch-slowenischen Regionalgeschichte auseinandersetzen, auch heute noch eine wichtige und unverzichtbare Quellensammlung dar.
- Celska kronika, (v Celi/Cilli 1854)
- Das Bisthum und die Diözese Lavant. I. Theil, (1875)

- Das Domkapitel.
- Das Dekanat Marburg linkes Drau-Ufer.
- Das Dekanat Kötsch.
- Das Dekanat Zirkoviz

- Das Bisthum und die Diözese Lavant. II. Theil, (1875)

- Das Benediktiner-Stift Oberburg.
- Das Dekanat Oberburg.

- Das Bisthum und die Diözese Lavant. III. Theil, (1880)

- Das Archidiakonat Saunien.
- Das Dekanat Cilli.

- Das Bisthum und die Diözese Lavant. IV. Theil, (1881)

- Das Dekanat Fraßlau.
- Das Dekanat Tüffer.

- Das Bisthum und die Diözese Lavant. V. Theil, (1884)

- Das Dekanat Schallthal.

- Das Bisthum und die Diözese Lavant. VI. Theil, (1887)

- Das Dekanat Drachenburg.

- Das Bisthum und die Diözese Lavant. VII. Theil, (1887)

- Das Dekanat Rohitsch.

- Das Bisthum und die Diözese Lavant. VIII. Theil, (1893)

- Das Dekanat Neukirchen.